# Saignes (Lot)
Saignes é uma comuna francesa na região administrativa de Occitânia, no departamento de Lot. Estende-se por uma área de 3,55 km². Em 2010 a comuna tinha 77 habitantes (densidade: 21,7 hab./km²).